# Strigoderma guatimalicus
Strigoderma guatimalicus är en skalbaggsart som beskrevs av Katbeh-bader 2000. Strigoderma guatimalicus ingår i släktet Strigoderma och familjen Rutelidae. Inga underarter finns listade i Catalogue of Life.